# Bagre
Bagre este un oraș în Pará (PA), Brazilia. Are o suprafață de 4,397.290 km². În 2008 avea 19.780 de locuitori.